# Kouquan (häradshuvudort i Kina, Shanxi Sheng, lat 40,00, long 113,15)
Kouquan är en häradshuvudort i Kina. Den ligger i provinsen Shanxi, i den norra delen av landet, omkring 240 kilometer norr om provinshuvudstaden Taiyuan. Antalet invånare är 405 864. Befolkningen består av 198 146 kvinnor och 207 718 män. Barn under 15 år utgör 18,0 %, vuxna 15-64 år 76 %, och äldre över 65 år 5,0 %.
Runt Kouquan är det tätbefolkat, med 257 invånare per kvadratkilometer. Närmaste större samhälle är Datong, 16,3 km nordost om Kouquan. Trakten runt Kouquan består i huvudsak av gräsmarker.
Genomsnittlig årsnederbörd är 695 millimeter. Den regnigaste månaden är juli, med i genomsnitt 172 mm nederbörd, och den torraste är januari, med 4 mm nederbörd.